# Victoria Tower
För andra betydelser, se Victoria Tower (olika betydelser).
Victoria Tower är ett hotell och kontorshus, belägen i stadsdelen Kista i nordvästra Stockholm. Byggnaden är ritad av Wingårdh arkitektkontor, och är beläget i anslutning till Kistamässan. Sedan 2011 är det, med sina 117,6 meter, Nordeuropas högsta hotell. Dessförinnan var 117 meter höga Oslo Plaza i Oslo högst. Huset är uppkallat efter kronprinsessan Victoria, tronföljare till den svenska tronen. 

## Byggnadsbeskrivning
Victoria Tower är Kistas tredje högsta byggnad. Huset har 34 våningar och innehåller hotell med 299 rum, restaurang, konferensverksamhet och en skybar högst upp. De översta tio våningarna inrymmer också 5 000 kvadratmeter kontor. Hotellet drivs av Scandic Hotels.
Uppdragsansvariga arkitekter var Gert Wingårdh tillsammans med kollegan Karolina Keyzer (Stockholms stadsarkitekt 2010–2016). Gert Wingårdh formgav höghuset som ett "T" och tillsammans med Uppsalaarkitekten Per Odebäck ritades en glittrande fasad som består av triangelformade glas av åtta olika typer med varierande solskyddsbeläggning. De ska glänsa och gnistra när solen ligger på. "Det var Charlotte Perrellis glittrande mikrofon när hon sjöng Hero som inspirerade oss", menade Gert Wingårdh. Fasaden byggdes av Skandinaviska Glassystem. Ägare är det norska fastighetsbolaget AB Invest, som ägs av Arthur Buchardt och hans son Anders Buchardt. Tornet kostade cirka 600 miljoner kronor att uppföra. Bygget inleddes sommaren 2009 och hotellet invigdes den 15 september 2011. Byggnaden kom på andra plats i tävlingen Årets Stockholmsbyggnad 2012. Den kom på en delad fjärde plats i Emporis lista över 2012 års bästa skyskrapor i världen.

## Bilder

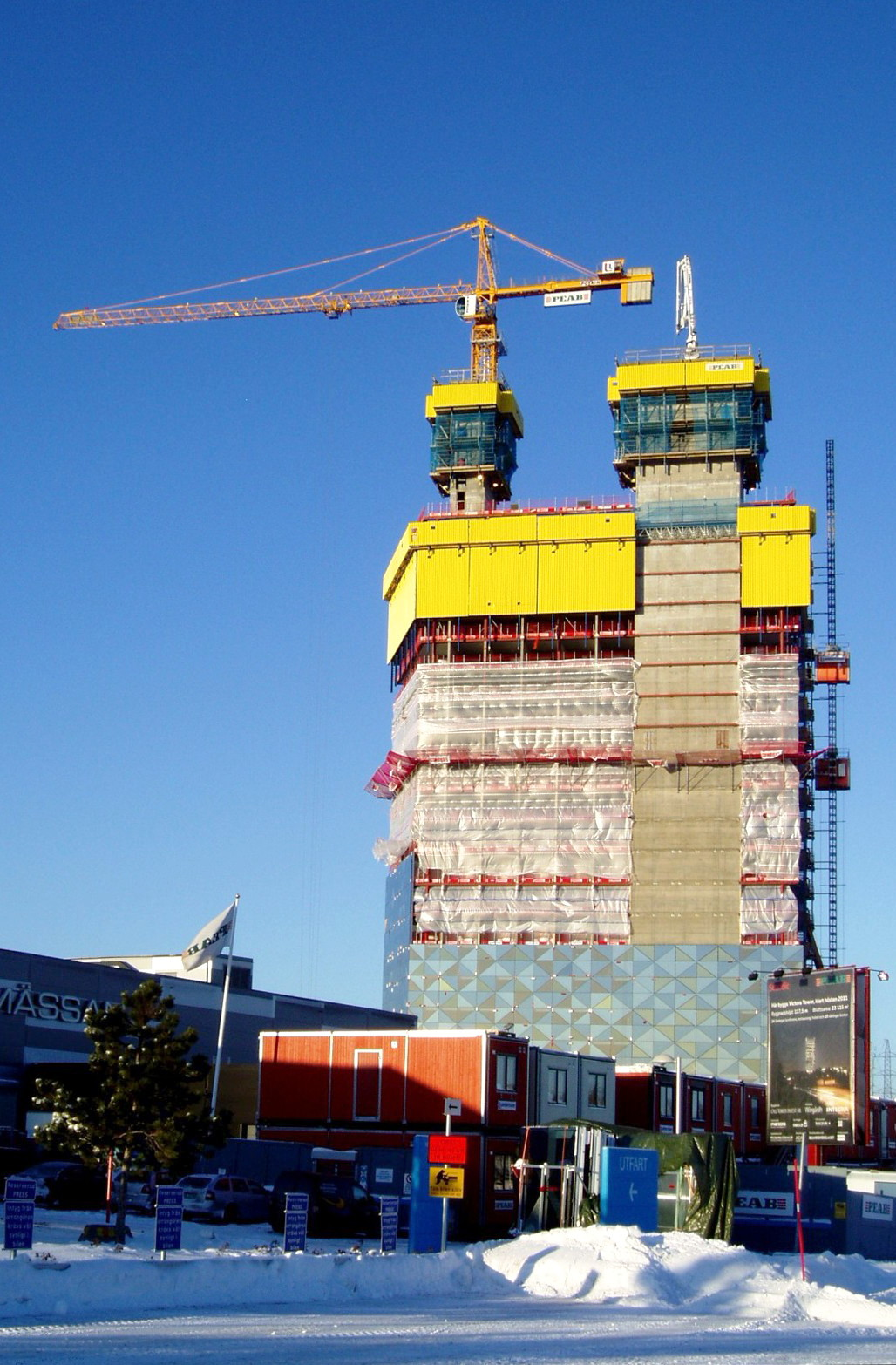
November 2010.
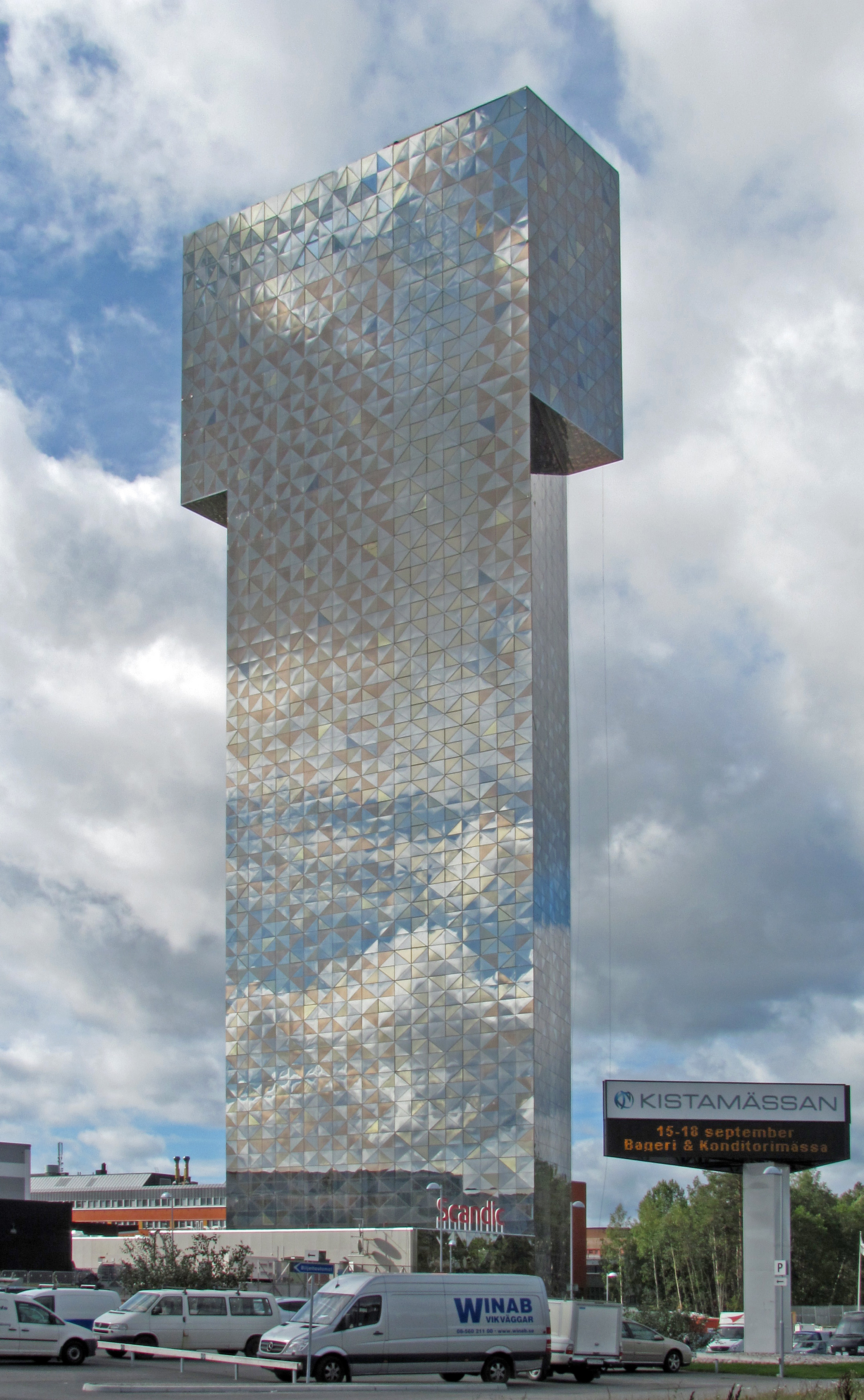
September 2011.
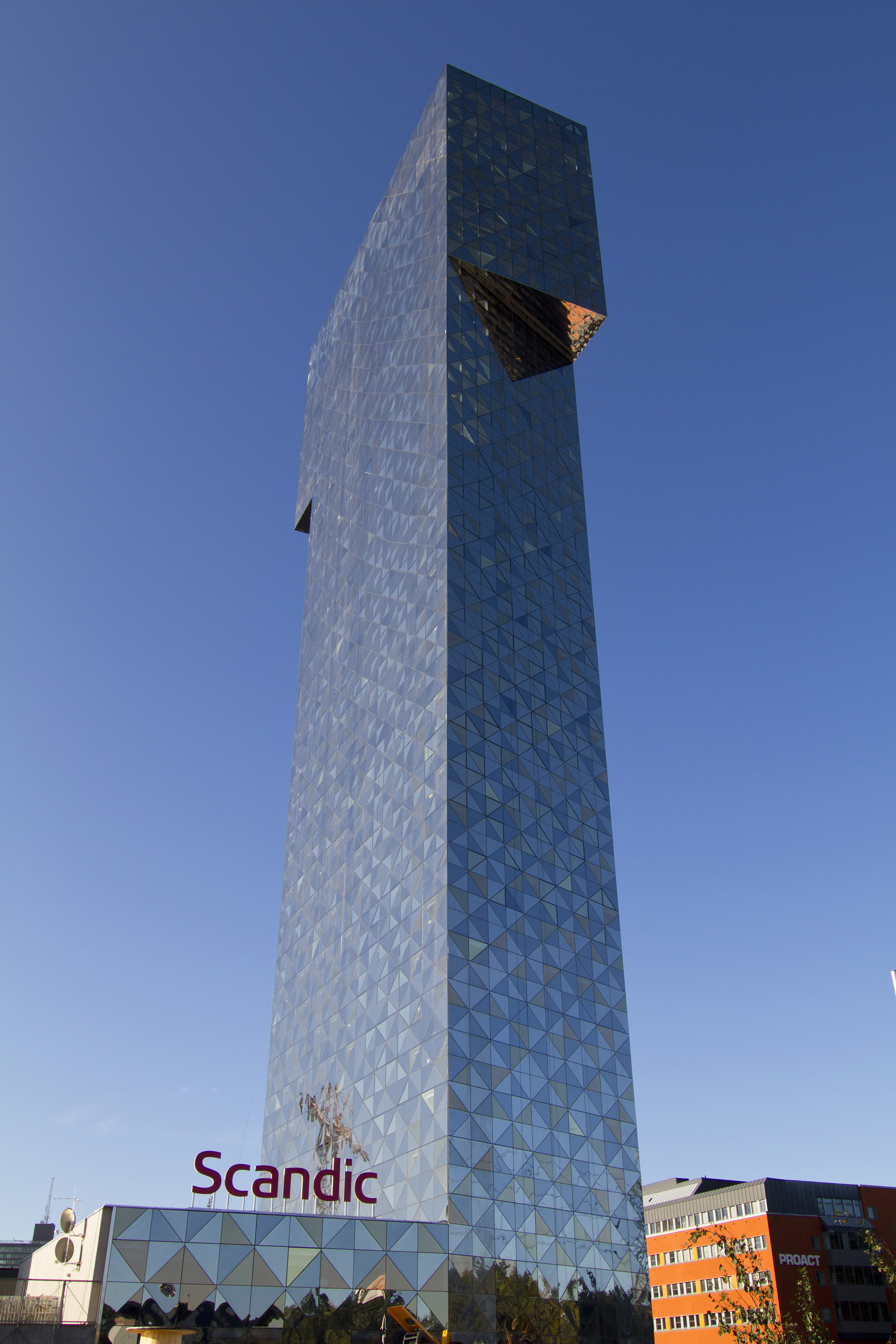
Oktober 2011.